# Tasmanoonops buffalo
Tasmanoonops buffalo là một loài nhện trong họ Orsolobidae.
Loài này thuộc chi Tasmanoonops. Tasmanoonops buffalo được Raymond Robert Forster & Norman I. Platnick miêu tả năm 1985.